# NGC 1487
NGC 1487 (PGC 14117) – magellaniczna galaktyka spiralna (Sm), znajdująca się w gwiazdozbiorze Erydanu. Odkrył ją James Dunlop 29 października 1826 roku.